# せ
せ або セ (/se/; МФА: [se] • [se̞]; укр. се) — склад в японській мові, один зі знаків японської силабічної абетки кана. Становить 1 мору. Розміщується у комірці 4-го рядка 3-го стовпчика таблиці ґодзюон.
Має похідні дзвінкі звуки — ぜ або ゼ (/ze/; МФА: [(d)ze] • [(d)ze̞]; укр. дзе).

## Короткі відомості

### Опис
Фонема сучасної японської мови. Складається з одного ясенного приголосного звука та одного неогубленого голосного переднього ряду високо-середнього піднесення /e/ (え). Приголосні бувають різними залежно від типу.
| Глухий ясенний щілинний:   |  | /s/ → | せ | [se]  | (основний звук)                               |
| Дзвінкий ясенний щілинний: |  | /z/ → | ぜ | [ze]  | (похідний звук; в середині слова)             |
| Дзвінкий ясенний африкат:  |  | /z/ → | ぜ | [d͡ze] | (похідний звук; на початку слова і перед /N/) |

### Порядок
Місце у системах порядку запису кани:
- Порядок ґодзюону: 14.
- Порядок іроха: 46. Між も і す.

### Абетки
- Хіраґана: せ

Походить від скорописного написання ієрогліфа 世 (се, світ).
- Катакана: セ

Походить від скорописного написання ієрогліфа 世 (се, світ).
- Манйоґана: 世 • 西 • 斉 • 勢 • 施 • 背 • 脊 • 迫 • 瀬

### Транслітерації

#### せ
- Кирилиця:
Система Поліванова: СЕ (се).
Альтернативні системи: СЕ (се).
- Латинка
Система Хепберна: SE (se).
Японська система: SE (se).
JIS X 4063: se
Айнська система: SE (se).

#### ぜ
- Кирилиця:
Система Поліванова: ДЗЕ (дзе).
Альтернативні системи: ДЗЕ (дзе), ЗЕ (зе)
- Латинка
Система Хепберна: ZE (ze).
Японська система: ZE (ze).
JIS X 4063: ze
Айнська система: ZE (za).

### Інші системи передачі
- Шрифт Брайля:
| ●● －● |
- Радіоабетка: СЕкаі но СЕ (世界のセ; «се» світу)
- Абетка Морзе: ・−−−・